# Macrodorcas elegantula axis
Macrodorcas elegantula axis es una subespecie de coleóptero de la familia Lucanidae.

## Distribución geográfica
Habita en Borneo, Sumatra (Indonesia).